# 維也納整流器

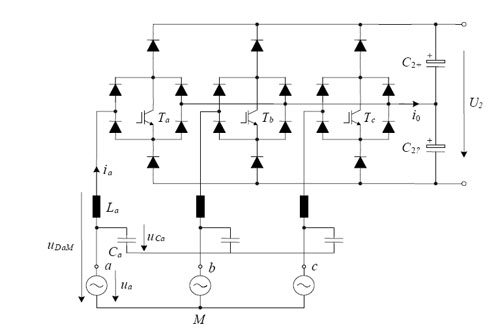
Vienna 整流器的電路圖

Vienna整流器（英語：Vienna rectifier）是脈衝寬度調變的整流器，可以接收三相交流電源，也是功率因數修正電路，是Johann W. Kolar在1993年發明。

## 特點
Vienna 整流器的特點如下：
- 三相三電平的PWM整流器，其中包括三個功率晶體，可以控制輸出電壓[2]。
- 輸入只需要三條電源線，不需要連接對應中性點的線
- 主迴路維持電阻特性[來源請求]
- 升壓式架構（輸入電流連續）
- 單向的功率流動[3]
- 高功率密度
- 低的導通共模EMI雜訊
- 要控制使中性點電壓穩定，比較簡單[4]
- 低複雜度，實現成本低[3]
- 低導通損失[5]
- 在電源三相不平衡，或是電源失效時，仍有可靠的行為特性（保證有類似電阻的特性）[6]

## 拓樸
Vienna整流器是三相三電平的PWM整流器。可以視為是三相的二極體電橋，配合整合式的升壓轉換器。

## 應用

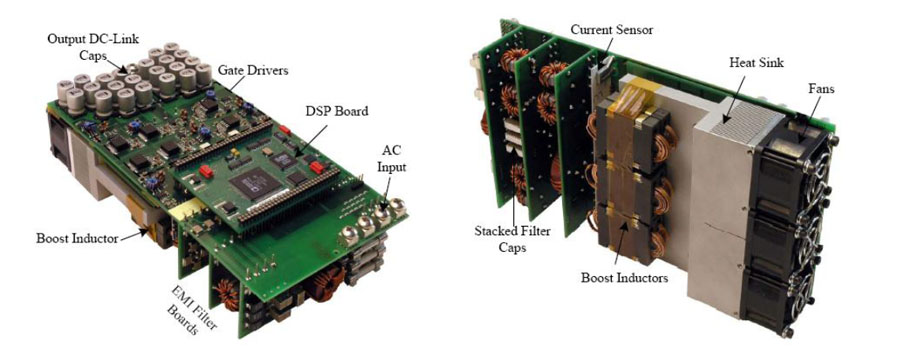
圖2：風冷的10kw Vienna整流器的上視圖及下視圖（400kHz PWM）

Vienna整流器可以用在任何有用六個開關的轉換器，希望產生弦波輸入電流以及可控電壓輸出的情形，而且能量不需回灌到電路的應用下。在整務上，若有足夠空間，可以證明額外硬體成本的合理性時，適合使用Vienna整流器。包括：
- 電信電源
- 不间断电源
- 交流驅動器的交流輸入端

右圖有風冷10 kW Vienna整流器（載波頻率400 kHz），有弧弦波輸入電流以及可控輸出電壓。大小是250mm x 120mm x 40mm，功率密度是8.5 kW/dm3，總重2.1 kg 。